# Orphnus harrisoni
Orphnus harrisoni är en skalbaggsart som beskrevs av Frolov 2008. Orphnus harrisoni ingår i släktet Orphnus och familjen Orphnidae. Inga underarter finns listade i Catalogue of Life.